# Музикален момент
„Музикален момент“ е български игрален филм (драма) от 1990 година на режисьора Николай Босилков, по сценарий на Чавдар Шинов. Оператор е Цанчо Цанчев. Музиката във филма е композирана от Борис Карадимчев.

## Актьорски състав
- Йосиф Сърчаджиев – Константин Василев
- Мария Каварджикова – Райна
- Никола Вучков – Йохо
- Силвия Козарева – Малина
- Нина Арнаудова
- Пейчо Драгоев
- Свилен Тонев
- Михаил Витанов
- Кина Мутафова
- Ева-Мария Радичкова
- Иван Киров
- Рашко Младенов
- Надя Тодорова
- Веселин Борисов
- Георги Черкин
- Надежда Кесякова
- Димитър Милушев
- Николай Латев
- Цветан Ватев
- Антония Драгова